# گمینا شیدرا
گمینا شیدرا (به لهستانی:  Gmina Sidra) یک گمینا در لهستان است که در شهرستان سوکوئکا واقع شده‌است. گمینا شیدرا ۱۷۳٫۹۶ کیلومتر مربع مساحت و ۳٬۹۱۶ نفر جمعیت دارد.